# Đại học California tại San Francisco
Đại học California tại San Francisco (tiếng Anh: University of California, San Francisco hay UCSF) là một trường đại học nghiên cứu công lập ở thành phố San Francisco, tiểu bang California, Hoa Kỳ. UCSF là một thành viên của hệ thống Viện Đại học California và với các chuyên ngành chú trọng về lĩnh vực khoa học sức khỏe và khoa học sự sống. Trường cũng là một trung tâm lớn về nghiên cứu và giảng dạy y học và sinh học.
Năm 1864, UCSF được thành lập vào với tên gọi lúc bấy giờ Cao đẳng Y tế Toland. Đến năm 1873, trường trở thành Khoa Y tế của Đại học California. Trong cùng năm, trường được sát nhập với Đại học Dược California (tiếng Anh: California College of Pharmacy). Năm 1881, trường thành lập Khoa Nha khoa. Các cơ sở của trường từng được đặt ở cả Berkeley và San Francisco. Năm 1964, trường giành được quyền tự chủ hành chính hoàn toàn với tư cách là một cơ sở độc lập của hệ thống Viện Đại học California và có Hiệu trưởng riêng. Từ năm 1970, trường có tên gọi như hiện nay. Cơ sở chính của trường từng được đặt tại quận Parnassus Heights với các cơ sở phụ xung quanh thành phố. Đến đầu những năm 2000, UCSF cho xây dựng một cơ sở chính thứ hai ở quận Mission Bay - một khu vực đang được tái phát triển thời bấy giờ. 
Theo bảng xếp hạng của US News & World Report năm 2022-23, UCSF đứng ở vị trí thứ 3 trong danh mục Trường Y khoa có chương trình nghiên cứu tốt nhất cấp quốc gia (cùng hạng với các Trường Y khoa của Đại học Columbia và Đại học John Hopkins). Đồng thời, UCSF đứng ở vị trí thứ 2 trong danh mục Trường Y khoa có chương trình Chăm sóc Sức Khỏe Ban đầu tốt nhất. UCSF cũng là trường Y khoa duy nhất đứng top 3 trong cả hai danh mục trên. Năm 2021, UCSF đã thu hút được nguồn tài trợ tài chính cho nghiên cứu cao thứ 4 từ Viện Y tế Quốc gia. Trung tâm Y tế UCSF cũng được xếp hạng thứ 12 trên toàn quốc và thứ ba trong tiểu bang.
Với 25,398 nhân viên, UCSF là cơ quan công quyền lớn thứ hai trong khu vực Vịnh San Francisco. Các giảng viên của UCSF đã giúp điều trị cho bệnh nhân cũng như đào tạo bác sĩ nội trú tại Bệnh viện Đa khoa San Francisco kể từ năm 1873 và tại Trung tâm Y tế Cựu Chiến binh San Francisco hơn 50 năm.
Trường Y UCSF là trường y lâu đời nhất ở miền Tây Hoa Kỳ và được xếp hạng cao bởi các bảng xếp hạng quốc tế và quốc gia. Phân khoa Cao học của UCSF cung cấp 19 chương trình Tiến sĩ, 11 chương trình Thạc sĩ Khoa học, hai chứng chỉ và một chương trình vật lý trị liệu.
Tính đến  tháng 10 năm 2018, chín người có mối liên hệ với UCSF đã đoạt giải Nobel với tư cách là giảng viên hoặc nhà nghiên cứu tại USCF.